# Ichikawa Raizō VIII
Ichikawa Raizō (Kioto, 29 de agosto de 1931 - Tokio, 17 de julio de 1969) fue un actor de películas japonesas y del teatro kabuki.
Ichikawa Raizo apareció muchísimo en dramas de su época. Fue muy conocido por la serie de películas Shinobi no Mono las cuales aparecieron entre 1962 y 1966. Otro rol que lo hizo famoso fue el del samurái Nemuri Kyoshiro también llamado "Hijo de la misa negra" o "Durmientes ojos de la Muerte". Ichikawa trabajó muchas veces con el director Kenji Misumi. Entre sus trabajos en común se incluye la denominada «trilogía del sable», constituida por las películas Ken Ki (Sword Devil), Ken (de una novela de Mishima Yukio) y Kiru (Destiny's Son). 
Otros trabajos fueron Yukinojo henge (Venganza de un actor) y Enjo (otra novela de Mishima Yukio).
Durante su carrera trabajó exclusivamente para la Compañía de Películas Daiei. Ichikawea falleció a los 37 años en 1969 por cáncer. Casi dos años después de su muerte, los estudios Daiei se fueron a la bancarrota. 